# Mniobia iurensis
Mniobia iurensis är en hjuldjursart som beskrevs av Schulte 1954. Mniobia iurensis ingår i släktet Mniobia och familjen Philodinidae. Inga underarter finns listade i Catalogue of Life.